# Президент на Иран
Президентът на Иран е  държавният глава на Ислямска република Иран.
Президентът е вторият най-висш пост в Иран, като е подчинен единствено на върховния лидер на Иран, който функционира като държавен глава на страната. Глава IX от Конституцията на Ислямска република Иран излага изискванията за кандидатите и процедурата за избор за президент, както и правомощията и отговорностите му като „функции на изпълнителната власт“. Те включват подписване на договори и други споразумения с чужди страни и международни организации; администриране на националното планиране, бюджет, и държавните дела за заетост, както и назначаване на министри, които подлежат на одобрение от парламента.
За разлика от изпълнителната власт в други страни, президентът на Иран не разполага с пълен контрол върху външната политика на Иран, на въоръжените сили или ядрена политика, тъй като те са под контрола и са отговорност на върховния лидер.
Президентът на Иран се избира за срок от четири години пряко от народа, и не може да бъде избран повече от два последователни мандата.
Настоящият президент на Иран е Масуд Пезешкиан, той наследява временният президент Мохамад Мохбер който служи в периода май 2024 –  юли 2024 г.

## Изисквания
Президентът на Иран се избира за срок от четири години чрез избори и гласуване от възраст най-малко 18 години. Кандидатите за президентския пост трябва да бъдат одобрени от Съвета на настойниците, орган от дванадесет членове, състоящ се от шестима духовници (избрани от върховния лидер на Иран) и шестима адвокати (предложени от ръководителя на иранската съдебна система и гласувани от парламента). Според Конституцията на Иран, кандидатите за президентския пост трябва да притежават следните квалификации:
- Ирански произход;
- Иранско гражданство;
- Административен капацитет и находчивост;
- Добро минало;
- Надеждност и благочестие;
- Убедена вяра в основните принципи на Ислямска република Иран и официалния мазхаб на страната.[5][6]

В рамките на тези точки, Съветът може да наложи вето на кандидати, които счита за неприемливи. На изборите през 1997 г., например, само четирима от 238 кандидати за президент са одобрени от Съвета. Западните наблюдатели рутинно критикуват процеса на одобрение като начин на Съвета и върховния лидер да си гарантират, че само консервативни съмишленици и ислямски фундаменталисти могат да спечелят поста. Съветът обаче отхвърля критиките, позовавайки се на одобрението на реформистите в предишните избори. Съветът отхвърля повечето от кандидатите с мотиви, че те не са „добре познати политически фигури“.
Президентът трябва да се избира с обикновено мнозинство от гласовете. Ако никой от кандидатите не получи мнозинство в първия тур, се провежда балотаж между двамата кандидати с най-много гласове.

## Живи бивши президенти
- Али Хаменеи (1981 – 1989)
- Мохамад Хатами (1997 – 2005)
- Махмуд Ахмадинежад (2005 – 2013)
- Хасан Рухани (2013 – 2021)
- Мохамад Мохбер (2024 – 2024)